# Gymnasium Alstertal
Das Gymnasium Alstertal ist ein Gymnasium im Hamburger Stadtteil Fuhlsbüttel.
Die Schule wurde 1924 ursprünglich als „Oberrealschule im Alstertal“ gegründet. 1927 entstand nach einem Entwurf von Fritz Schumacher das Gebäude, in dem die Schule heute noch ihren Platz hat. Ein Großteil der Räume befindet sich im denkmalgeschützten Schumacher-Bau. Im Jahre 2015 eröffnete im Schlehdornweg ein Neubau, der das Gymnasium um eine Sporthalle sowie Klassenräume für die Unterstufe ergänzt. Im Schuljahr 2015/2016 wurde der Altbau renoviert. Im Zeitraum der Renovierung wurden einige Klassen in Containern untergebracht. Die Schule wird umgangssprachlich auch abgekürzt als GA bezeichnet.
Die Schule befindet sich am Erdkampsweg in Fuhlsbüttel zwischen Schlehdorn- und Hermann-Löns-Weg. Sie teilt sich ein Einzugsgebiet mit dem Gymnasium Hummelsbüttel und dem Albert-Schweitzer-Gymnasium.
Die Schule teilt sich den an das Schulgelände angrenzenden Hermann-Löns-Sportplatz mit dem SC Alstertal-Langenhorn.
Das Gymnasium Alstertal kooperiert in der Profiloberstufe mit dem Albert-Schweitzer-Gymnasium und mit dem Gymnasium Heidberg.

## Bekannte Absolventen
- Klaus Peter Dencker (1941–2021), Filmemacher und Visueller Poet
- Henning Eichberg (1942–2017), Historiker und Soziologe
- Jörg Schmeisser (1942–2012), Graphiker
- Rolf Kruse (* 1940), Politiker (CDU), MdHB
- Heinz-Hermann Paetz (* 1943), Politiker (SPD), MdHB
- Dieter Schnabel (1946–2023), Unternehmer und Alleineigentümer der Helm AG
- Susanne Schmidt (* 1947), Wirtschaftsjournalistin, Tochter des ehemaligen Bundeskanzlers Helmut Schmidt
- Corny Littmann (* 1952), Entertainer
- Olli Dittrich (* 1956), Komiker und Musiker
- Jürgen Plöhn (* 1957), Politikwissenschaftler
- Mathias Gnida (* 1970), Autor
- Nele Woydt (* 1971), Schauspielerin, Sprecherin und Model
- Leon Ullrich (* 1983), Schauspieler
- Franziska Alber (* 1988), Schauspielerin
- Alicia Endemann (* 1988), Sängerin, Synchronsprecherin und Schauspielerin